# Apostlarna Paulus och Petrus kyrka, Jerevan
 Apostlarna Paulus och Petrus kyrka (armeniska:Սուրբ Պողոս-Պետրոս Եկեղեցի, Surp Poghos-Petros yekeghetsi) var en kyrkobyggnad i distriktet Kentron i Jerevan i Armenien, som uppfördes på 400- eller 500-talet och revs 1930 för att ge utrymme för Biografen Moskva på Abovjangatan. 
Apostlarna Paulus och Petrus kyrka kan ha varit den äldsta kyrkan i det gamla Jerevan. Det fanns i början av 600-talet minst två kyrkor på orten. 
År 1679 förstördes en stor del av staden och dess omgivning i jordbävningen i Armenien 1679, bland annat Apostlarna Paulus och Petrus kyrka. En del av den östra delen klarade sig, och resterande del av kyrkan byggdes upp igen. Mest troligt skedde detta under slutet av 1600-talet. 
Under den sovjetiska epoken revs kyrkan i november 1930 för att ge plats till Biografen Moskva. Några fragment av kyrkväggarna med väggmålningar finns kvar och finns utställda på Jerevans historiska museum och Armeniens historiska museum. 

## Bildgalleri

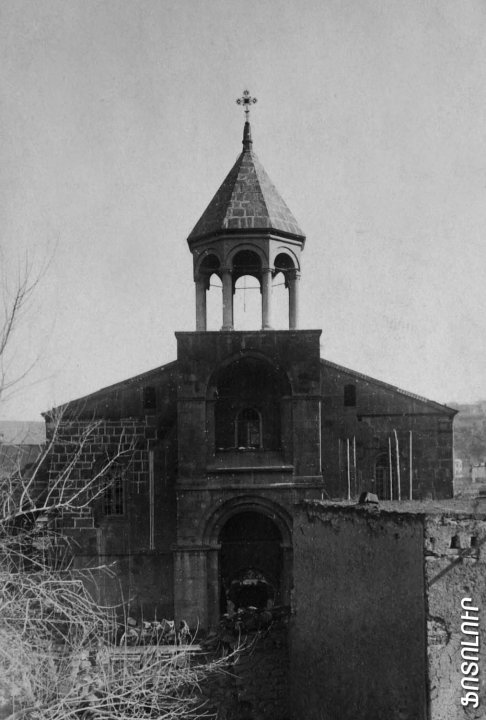
Klocktornet vid entrén
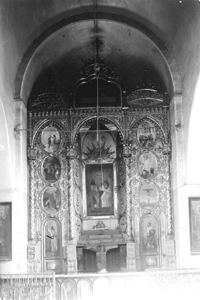
Altaret och koret